# Гречкин, Александр Николаевич
Алекса́ндр Никола́евич Гре́чкин (род. 4 июня 1952 года, Казань) — российский биохимик, академик Российской академии наук (2008; член-корреспондент с 1997), директор Казанского института биохимии и биофизики Казанского научного центра РАН с 2002 года.

## Биография
В 1974 году закончил Казанский государственный университет и поступил на работу в Казанский институт биохимии и биофизики АН СССР. С 1992 года доктор химических наук (тема диссертации «Путь образования октадеканоидов в высших растениях») и заведующий лабораторией оксилипинов КИББ КазНЦ РАН, в 2002 году возглавил институт, а также кафедру биохимии КГУ.

## Научная деятельность
Область научных интересов — биохимия и биоорганическая химия липидов, в том числе изучение липоксигеназного пути метаболизма полиеновых жирных кислот в высших растениях, изучение механизмов биосинтеза и физиологической активности оксилипинов. Среди открытий Гречкина — новые пути метаболизма линолевой и линоленовой кислот.

## Награды
- Медаль ордена «За заслуги перед Отечеством» I степени (26 января 2023 года) — за вклад в развитие науки и многолетнюю добросовестную работу[1]
- Медаль ордена «За заслуги перед Отечеством» II степени (23 августа 1999 года) — за высокие достижения в производственной деятельности и большой вклад в укрепление дружбы и сотрудничества между народами[2]